# الاحرار (السدة)

تعديل مصدري - تعديل

الاحرار محلة تابعة لقرية خرابة زيد، التابعة لعزلة العرافة بمديرية السدة إحدى مديريات محافظة إب في الجمهورية اليمنية.، بلغ تعداد سكانها 62 حسب تعداد اليمن لعام 2004.